# هاري واتسون (لاعب كرة قدم أسترالية)
هاري واتسون (بالإنجليزية: Harry Watson)‏ هو لاعب كرة قدم أسترالية أسترالي، ولد في 29 يوليو 1896 في مو ‏ في أستراليا، وتوفي في 25 يناير 1941 في Geelong West, Victoria ‏ في أستراليا.

## وصلات خارجية
- هاري واتسون على موقع AustralianFootball.com (الإنجليزية)
- هاري واتسون على موقع AFLtables.com (الإنجليزية)